# 布拉德利加登斯 (新澤西州)
布拉德利加登斯（英語：Bradley Gardens）是位於美國新澤西州薩默塞特縣的普查規定居民點。

## 人口
根據2020年美國人口普查的數據，布拉德利加登斯的面積為11.98平方千米，當中陸地面積為11.63平方千米，而水域面積為0.05平方千米。當地共有人口14077人，而人口密度為每平方千米1,175.04人。